# 서울노원소방서
서울노원소방서(서울蘆原消防署, Seoul Nowon Fire Station)는 서울특별시 노원구를 관할하는 서울특별시 소방재난본부 산하의 소방서이다.
소방서장은 소방정으로 보한다.

## 조직
| - 소방행정과 - 소방행정팀 - 장비회계팀 - 홍보교육팀 | - 재난관리과 - 대응총괄팀 - 구조팀 - 구급팀 | - 예방과 - 예방팀 - 검사지도팀 - 위험물안전팀 | - 현장대응단 - 지휘팀 - 진압대 - 구조대 |

## 관할센터 및 관할구역
서울노원소방서는 4개의 119안전센터와 1개의 현장대응단을 산하에 두고 있다.
| 명칭                      | 사진 | 주소            | 관할구역                                                     | 지역대 |
| ------------------------- | ---- | --------------- | ------------------------------------------------------------ | ------ |
| 서울노원소방서 현장대응단 |      | 한글비석로1길 8 | 하계 1·2동, 중계 본·2·3동, 상계 6·7동 단, 구조는 노원구 전역 |        |
| 상계119안전센터           |      | 노원로26길 111  | 상계 2·3·4·5동, 중계 1·4동                                   |        |
| 공릉119안전센터           |      | 화랑로 482      | 공릉동                                                       |        |
| 월계119안전센터           |      | 월계로 323      | 월계동                                                       |        |
| 수락119안전센터           |      | 동일로 1694     | 상계 1·8·9·10동                                              |        |

## 같이 보기
- 대한민국 소방청
- 대한민국의 소방
- 대한민국 소방공무원